# Angraecum expansum
Angraecum expansum es una orquídea epifita originaria de  isla Reunión.

## Distribución y hábitat
Se encuentra en isla Reunión en los bosques mesófilos, en alturas de 800 a 2000 metros.

## Descripción
Es una orquídea de  tamaño medio, que prefiere clima cálido a fresco, es epífita con el tallo erecto a curvado, simple  y ramificado, con hojas basales, rígidas, de color verde oscuro, lanceoaladas y con el ápice desigualmente bilobulado. Florece  en una delgada inflorescencia axilar que contiene  solo una flor de 4.4 cm de amplitud (aunque siempre hay una segunda que nunca surge de la bráctea). La floración se produce en la primavera y el verano.

## Taxonomía
Angraecum expansum fue descrita por Louis Marie Aubert Du Petit-Thouars y publicado en Voyage dans les Quatre Principales Îles des Mers d'Afrique 1: 359, t. 19. 1804.
Variedades
- Angraecum expansum subsp. expansum (Reunión). Epífita
- Angraecum expansum subsp. inflatum (Reunión). Epífita

Etimología
Angraecum: nombre genérico que se refiere en Malayo a su apariencia similar a las Vanda.
expansum: epíteto latino que significa "que se expande".
Sinonimia
- Aeranthes expansa (Thouars) S.Moore 1877
- Aerobion expansum (Thouars) Spreng. 1826
- Angraecum expansum subsp. inflatum Cordem.
- Epidorchis expansa (Thouars) Kuntze 1891[1][4][5]